# چستنات گروو (کارولینای شمالی)
چستنات گروو (به انگلیسی: Chestnut Grove) یک منطقهٔ مسکونی در ایالات متحده آمریکا است که در شهرستان استوکس، کارولینای شمالی واقع شده‌است.